# Habranthus calderensis
Habranthus calderensis är en amaryllisväxtart som beskrevs av Pierfelice Ravenna. Habranthus calderensis ingår i släktet Habranthus och familjen amaryllisväxter. Inga underarter finns listade i Catalogue of Life.